# 马克·尤利亚诺
马克·尤利亚诺（義大利語：Mark Iuliano，1973年8月12日—），男，意大利足球运动员。他曾代表意大利参加2002年国际足联世界杯。